# 奥赫图姆河
53°07′36″N 8°38′49″E / 53.12668904786563°N 8.646926879882812°E

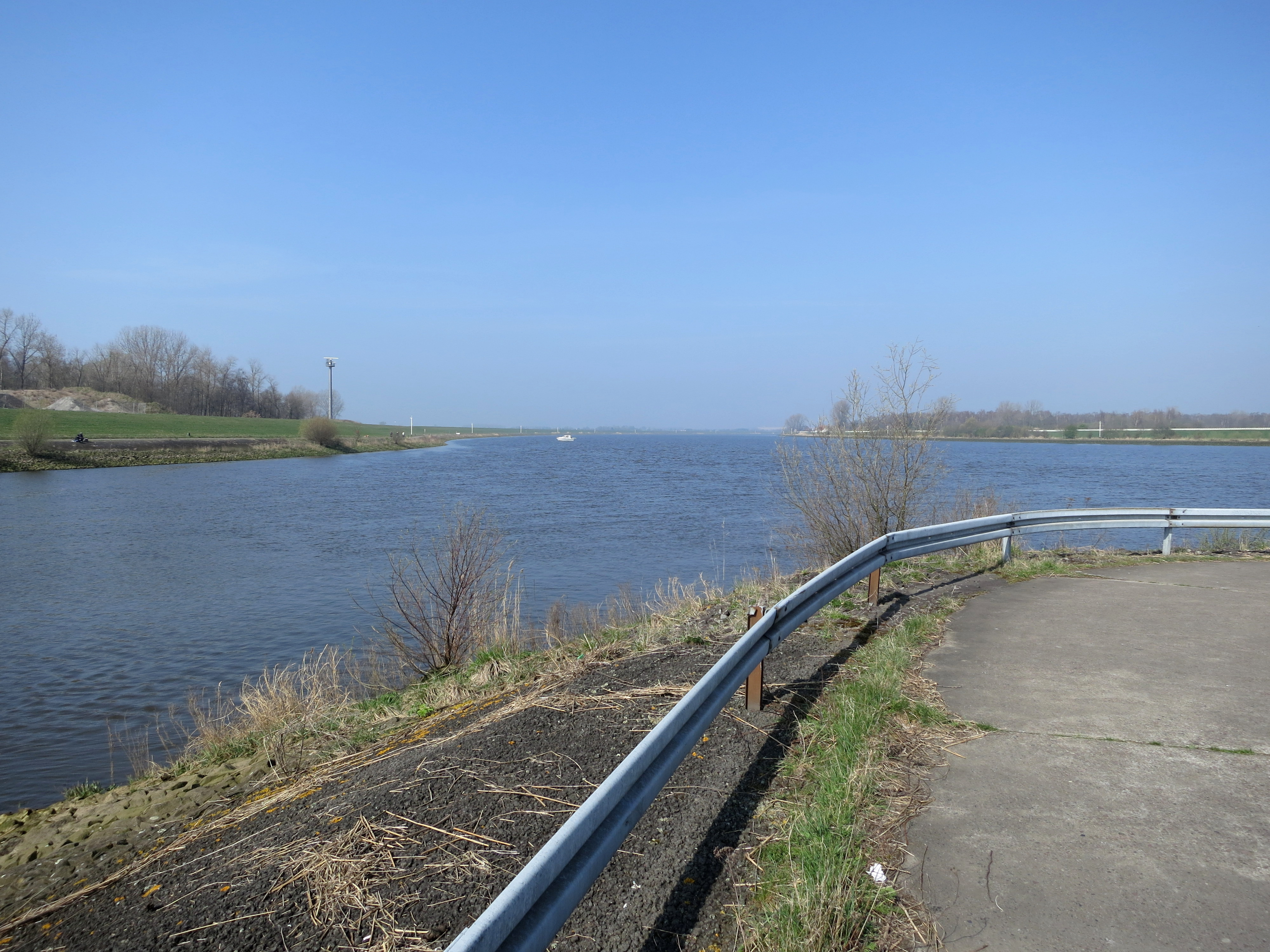
奧克圖姆河

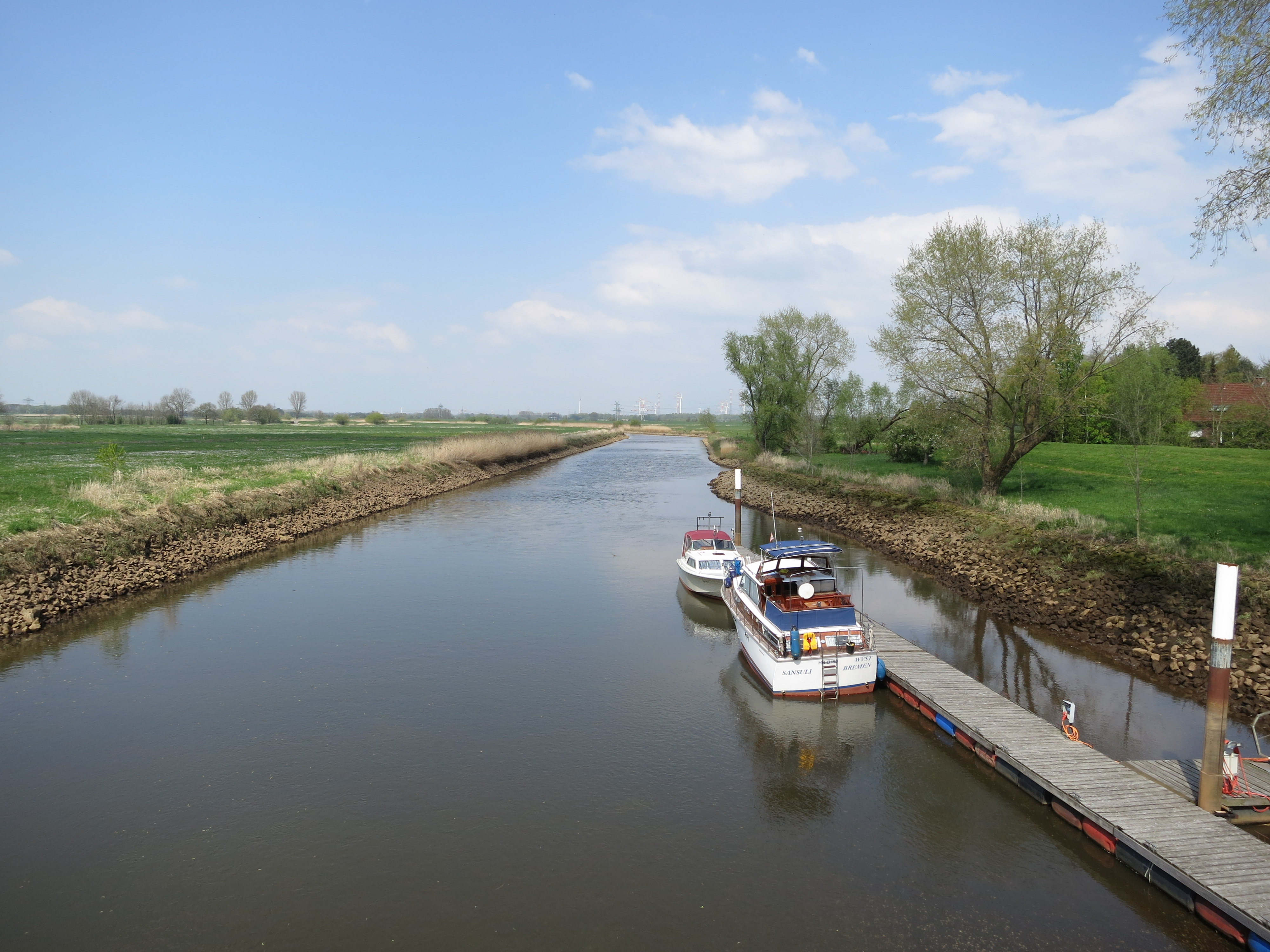
奧克圖姆河

奧赫圖姆河（德語：Ochtum）是德國的河流，位於該國西北部，流經下薩克森州和不來梅州，屬於威悉河的左支流，河道全長26公里，流域面積917平方公里。